# Ealing Art College
A Ealing Art College foi uma faculdade técnica de arte, uma instituição de ensino localizada em Londres, na Inglaterra. O local hoje é um dos campus da University of West London.
No início da década de 1960, a Escola de Arte era composta pelos departamentos de Moda, Artes Gráficas, Design Industrial, Fotografia e Belas-Artes, e a instituição contou com a presença de notáveis músicos como Freddie Mercury, Ronnie Wood e Pete Townshend, além do ilustrador Alan Lee, vencedor do Oscar e do fotógrafo Marcio Scavone, integrante da Academia Paulista de Letras.

## Alunos notáveis

### Artistas
- Alan Lee[2]
- Barbara Tate
- Gideon Gechtman
- Marcio Scavone[3][4]
- Michael English

### Músicos
- Pete Townshend[5]
- Freddie Mercury[5]
- Roger Ruskin Spear
- Ronnie Wood[5]

### Funcionários
- Sergei Ivanov